# Iglesia de Nuestra Señora de la Misericordia (Campanar)
La iglesia de Nuestra Señora de la Misericordia se sitúa en el barrio de Campanar, antiguo municipio integrado a la ciudad de Valencia en 1897. Se trata de un templo de estilo barroco. La parroquia fue instaurada en 1507 sobre una antigua ermita. En 1603 se inauguró una pequeña capilla construida con motivo del hallazgo de la Virgen de Campanar en 1596.
Es a finales del siglo XVII cuando se inicia la ampliación del presbiterio, la construcción del trasagrario y la nueva planta de la capilla de la comunión, siguiendo los postulados del barroco. A esta renovación corresponde también el inicio de la construcción del campanario y el trasagrario de planta rectangular, con acceso directo por dos puertas laterales junto al altar mayor.
El templo está cubierto por una bóveda de cañón, dividida en tres secciones por cuatro arcos fajones, que dan lugar en su centro a una singular bóveda vaída. Sus paramentos están decorados con magníficas pinturas al fresco, atribuidas a Dionisio Vidal.
Finalmente en 1741 se inician las obras de conclusión del campanario, contratadas con el maestro de obras José Mínguez; cuya fábrica de considerables proporciones estructurales, ejemplifica una nueva tipología de torres campanarios caracterizados por el desarrollo de un potente remate escalonado de dos cuerpos con aletas de enlace y coronado por un chapitel de tejas vidriadas. Es en ese momento cuando debió reformarse la fachada, rematada por un potente perfil mixtilíneo de evidente tradición setecentista, en conexión con ciertos elementos decorativos de la capilla de la virgen. Posteriormente la iglesia ha sido repristinado con estucos y dorados que le confieren un cierto carácter decimonónico.
El campanario fue restaurado, con recuperación de su cromatismo original, a finales de los años 80 del siglo XX.